# Alfred von Tirpitz
Alfred Peter Friedrich Tirpitz, vanaf 1900 von Tirpitz, (Küstrin, 19 maart 1849 - Ebenhausen, 6 maart 1930) was een Duits admiraal.

## Vooroorlogse periode
In 1897 probeerde Duitsland zich op de Salomonseilanden te vestigen, maar het vond overal Rusland, Japan of Groot-Brittannië op zijn weg, waardoor de noodzakelijke economische expansie in het gedrang kwam. Von Tirpitz diende in reactie hierop in 1897 het eerste vlootplan in. Groot-Brittannië schrok van deze uitbouw van de oorlogsvloot en zag in Duitsland een grote concurrent. Het volgende jaar werd dit vlootplan goedgekeurd in de Rijksdag.
Eind 1899 werden twee Duitse koopvaardijschepen bij de Zuid-Afrikaanse kust door Britse oorlogsschepen aangehouden en naar Durban gebracht. Enkele dagen later werd een derde koopvaarder opgebracht. De Duitse regering diende formeel protest in. In januari 1900 lieten de Britten de Duitse schepen gaan, maar het kwaad was al geschied. Tirpitz schreef een memorandum waarin hij pleitte voor een sterke eigen vloot die jaarlijks met ten minste drie linieschepen moest worden uitgebreid en hij diende zijn tweede vlootplan in. De grondgedachte was dat deze vloot groot genoeg moest zijn om een aanval door derden onaantrekkelijk te maken. Het voorzag in een verhouding van twee Duitse tegen drie Britse oorlogsschepen in een periode van 20 jaar.
In 1900 werd Tirpitz in de adelstand verheven.

## Eerste Wereldoorlog
Alfred von Tirpitz werd in 1911 benoemd tot Großadmiral, een rang waarmee hij de opperbevelhebber van de 300 schepen sterke Kaiserliche Marine werd. Als leider van de Duitse zeevloot zou Tirpitz tijdens de Eerste Wereldoorlog uitgroeien tot een van de belangrijkste militaire en politieke persoonlijkheden in Duitsland.
Tirpitz voerde verschillende aanvallen uit op Groot-Brittannië. Zijn grootste succes, al had hij in maart van dat jaar al moeten aftreden als groot-admiraal wegens een verschil van mening met de keizer over de door hem bepleite onbeperkte duikbootoorlog, was de Slag bij Jutland, waaraan meer dan 60 schepen deelnamen. Het was de grootste zeeslag tot dan toe met moderne oorlogsschepen. De Duitse vloot boekte voor de kust van Denemarken in juni 1916 een tactische overwinning op de Britse Royal Navy, in die zin dat de Duitsers ongeveer tweemaal zoveel verliezen aan mensenlevens en veel meer aan scheepstonnage toebrachten dan ze zelf leden. Het strategische doel, het doorbreken van de Britse blokkade, werd echter niet bereikt. Het Britse overwicht aan oppervlakteschepen ter zee bleef tot het eind van de oorlog onaantastbaar en de blokkade bleef Duitsland tot het eind van de oorlog kwellen.
Toen de door Tirpitz lange tijd vergeefs bepleite onbeperkte duikbootoorlog op 1 februari 1917 alsnog begonnen werd, droeg dit bij aan de Amerikaanse actieve deelname aan de oorlog tegen Duitsland.
Tirpitz richtte in 1917 de Duitse Vaderlandpartij op, die een harde lijn voorstond in de oorlog. Annexatie van de Belgische zeehavens Oostende en Zeebrugge zou voor Duitsland extra maritieme macht vlak bij aartsvijand Engeland brengen. Een afzonderlijke vrede met Rusland zou Duitsland directe toegang tot de oceanen moeten opleveren. Hij zinspeelde op de vestiging van een militair regime, met de legerleiders Hindenburg en Ludendorff als 'volkskeizers' aan het hoofd. In de zomer van 1918 had de partij een aanzienlijke aanhang. Toen de oorlog afgelopen was, werd het verdrag van Versailles getekend. Hierin stond dat Duitsland, als straf voor zijn wandaden in de oorlog, geen marine meer mocht hebben. Dit verdrag hield ook in dat Duitsland als schadevergoeding alle overgebleven oorlogsschepen moest afstaan aan de Britse marine. De toenmalige Duitse bevelhebbers van de vloot, Franz von Hipper en Ludwig von Reuter, weigerden echter gehoor te geven aan deze bevelen en gaven opdracht om alle Duitse oorlogsschepen tot zinken te brengen nog voor de Britse marine ze intact in handen kon krijgen. Tevens werd een aantal schepen in de thuishaven van de Britse marine Scapa Flow gekelderd, waardoor de toegang tot de haven geblokkeerd werd. De Britse marine zou pas een paar jaar later de haven van Scapa Flow kunnen gebruiken.

## Na de oorlog

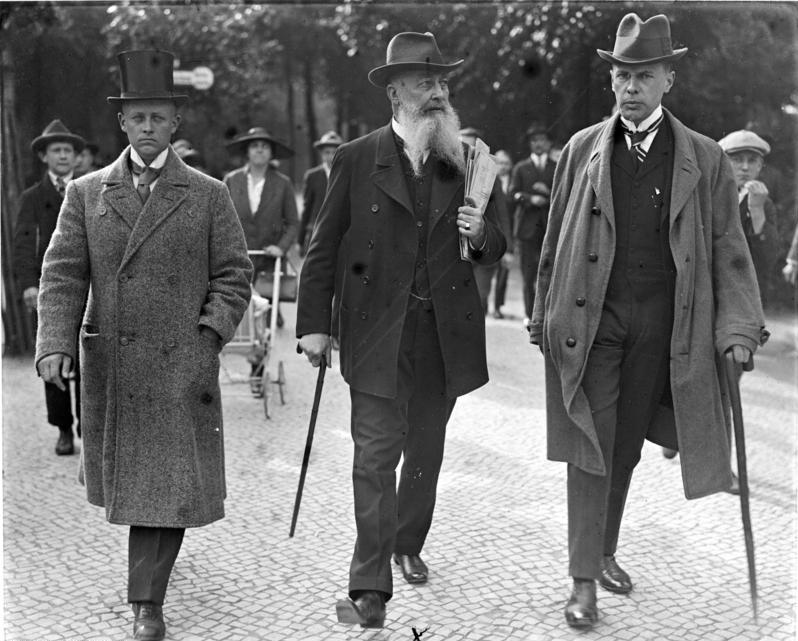
De politicus Alfred von Tirpitz (midden)

Nadat de Duitse marine volledig was ontmanteld koos Tirpitz voor een andere carrière: hij ging de politiek in. Tirpitz werd lid van de Duitse Nationale Volkspartij en deed mee aan diverse verkiezingen. Hij zetelde in de Rijksdag van 1924 tot 1928. Tevens was hij geducht concurrent van de NSDAP, de nazipartij van Adolf Hitler.
Tirpitz overleed echter in 1930 aan natuurlijke oorzaken. Tijdens de Tweede Wereldoorlog werd het beroemde Duitse slagschip Tirpitz naar hem vernoemd. Tirpitz was houder van het Grootkruis in de Huisorde en Orde van Verdienste van Hertog Peter Friedrich Ludwig.

## Militaire loopbaan
- Kadett: 24 april 1865
- Seekadett: 24 juni 1866
- Unterleutnant zur See: 22 september 1869
- Leutnant zur See: 25 mei 1872
- Kapitänleutnant: 18 november 1875
- Kapitän zur See: 17 september 1881
- Kapitän zur See: 24 november 1888
- Konteradmiral: 1899
- Vizeadmiral: 5 december 1899
- Admiral: 14 november 1903
- Großadmiral: 27 januari 1911[2]

## Decoraties
- Grootkruis in de Orde van Philipp de Grootmoedige met Kroon op 18 september 1903
- Pour le Mérite op 10 augustus 1915[3]
- Ridder in de Orde van de Zwarte Adelaar
- Grootcommandeur in de Huisorde van Hohenzollern met Zwaarden
- Ere-Grootkruis in de Huisorde en Orde van Verdienste van Hertog Peter Friedrich Ludwig
- Grootkruis in de Orde van de Heilige Stefanus op 30 augustus 1911
- Grootkruis in de Frederiks-Orde
- Adelstand in 1900[2]
- IJzeren Kruis 1914, 1e Klasse en 2e Klasse
- Onderscheiding voor Trouwe Dienst
- IJzeren Halve Maan
- Grootkruis in de Leopoldsorde
- Gewondeninsigne (1918) in zwart
- Grootkruis in de Frans Jozef-orde